# Idrio Bui
Idrio Bui (Pieve Sinalunga, 14 giugno 1932 – Sinalunga, 15 dicembre 2022) è stato un ciclista su strada italiano. Ottenne numerosi successi tra i dilettanti, tra cui la Coppa Sabatini, e fu poi professionista dal 1957 al 1964, vincendo una tappa al Giro di Sicilia e partecipando sette volte al Giro d'Italia.

## Carriera
Cominciò la carriera ciclistica sul finire degli anni quaranta nelle categorie giovanili, mettendo in mostra buoni doti in salita. Nel 1950 passò dilettante e in questa categoria ottenne diverse di vittorie, soprattutto nella sua Toscana, aggiudicandosi tra le altre la Coppa Fiera di Mercatale nel 1952, il Circuito di Cesa nel 1952, 1953 e 1955, il Gran Premio Industria del Cuoio e delle Pelli nel 1954 e la Coppa Sabatini nel 1956.
Nel 1957 venne notato da Fausto Coppi, il quale lo ingaggiò nella sua formazione, la Ghigi-Coppi, con la quale partecipò a importanti competizioni sia in Italia che all'estero. Nel 1961 passò alla Fides aiutando Arnaldo Pambianco a conquistare la vittoria al Giro d'Italia mentre due anni dopo andò alla Lygie per coadiuvare nelle salite Vito Taccone. Gregario di grande valore, particolarmente adatto nella prove di alta montagna, seppe comunque raccogliere anche ottimi piazzamenti personali nelle principali corse in linea del panorama italiano: particolarmente prolifica fu da questo punto di vista la stagione 1958, con i podi nella Milano-Vignola e nel Giro dell'Appennino (vi salirà anche nel 1962) e i quarti posti in Coppa Bernocchi e Coppa Sabatini. Nel 1960 fu inoltre terzo nella classifica generale del Giro di Sicilia, con una vittoria di tappa a Sciacca, e secondo al Gran Premio Industria e Commercio di Prato.
Si ritirò nel 1964 dopo una caduta incorsagli al Giro di Lombardia. Terminata la carriera ciclistica professionistica, tornò nel suo paese natale per svolgere il lavoro di ferramenta, rimanendo comunque legato al mondo delle corse ciclistiche.

## Palmares
- 1952 (dilettanti)

Coppa Fiera di Mercatale
Circuito di Cesa - Trofeo Santa Lucia
- 1953 (dilettanti)

Circuito di Cesa - Trofeo Santa Lucia
- 1954 (dilettanti)

Gran Premio Industria del Cuoio e delle Pelli
3ª tappa Giro dell'Umbria (Gubbio > Spoleto)
- 1955 (dilettanti)

Circuito di Cesa - Trofeo Santa Lucia
- 1956 (dilettanti)

Coppa Sabatini
- 1958 (Ghigi, una vittoria)

Coppa Cicogna
- 1960 (Ghigi, una vittoria)

4ª tappa Giro di Sicilia

## Piazzamenti

### Grandi Giri
- Giro d'Italia

1959: 57º
1960: 42º
1961: 61º
1963: 45º
1964: 56º

### Classiche monumento
- Milano-Sanremo

1957: 74º
1958: 118º
1959: 108º
1960: 68º
1961: 94º
1962: 11º
- Giro di Lombardia

1958: 27º
1959: 21º
1960: 27º
1962: 10º
1964: ritirato